# Jordbävningen i Mendoza 1985
Jordbävningen i Mendoza 1985 (spanska: Terremoto de Mendoza de 1985) var en medium-intensiv jordbävning i Mendozaprovinsen, Argentina. Den inträffade 7 minuter efter midnatt den 26 januari 1985, och hade en magnitud på 6,2 på Richterskalan. Epicentrum låg 45 kilometer sydväst om provinshuvudstaden Mendoza, och djupet var 15 kilometer. Det kändes på grad VIII på Mercalliskalan.
6 personer omkom och omkring 100 skadades. I Stor-Mendoza, med större delen av provinsens befolkning, var en tredjedel av byggnaderna så kallade adobehus. Bland annat förstördes ett 90 år gammalt sjukhus. Cirka 23 000 hem förstördes, även om den exakta siffran antas ha varit högre. 50 000-100 000 personer blev hemlösa.
En rapport publicerad strax efter jordbävningen förklarade att huvudorsaken till varför inte tusentals personer omkom var den korta varaktigheten (mindre än 10 sekunder). Dessutom antas det faktum att det var en fredagskväll om sommaren ha medverkat till att många satt utomhus och samtalade med grannarna i stället för att ligga inne och sova.

### Fotnoter
1. ↑  ”Historic Earthquakes” (på engelska). United States Geological Survey. juli-augusti 1985. Arkiverad från originalet den 30 december 2016. https://web.archive.org/web/20161230155659/https://earthquake.usgs.gov/earthquakes/world/events/1985_01_26.php. Läst 29 december 2016.